# Nabil Mebarki

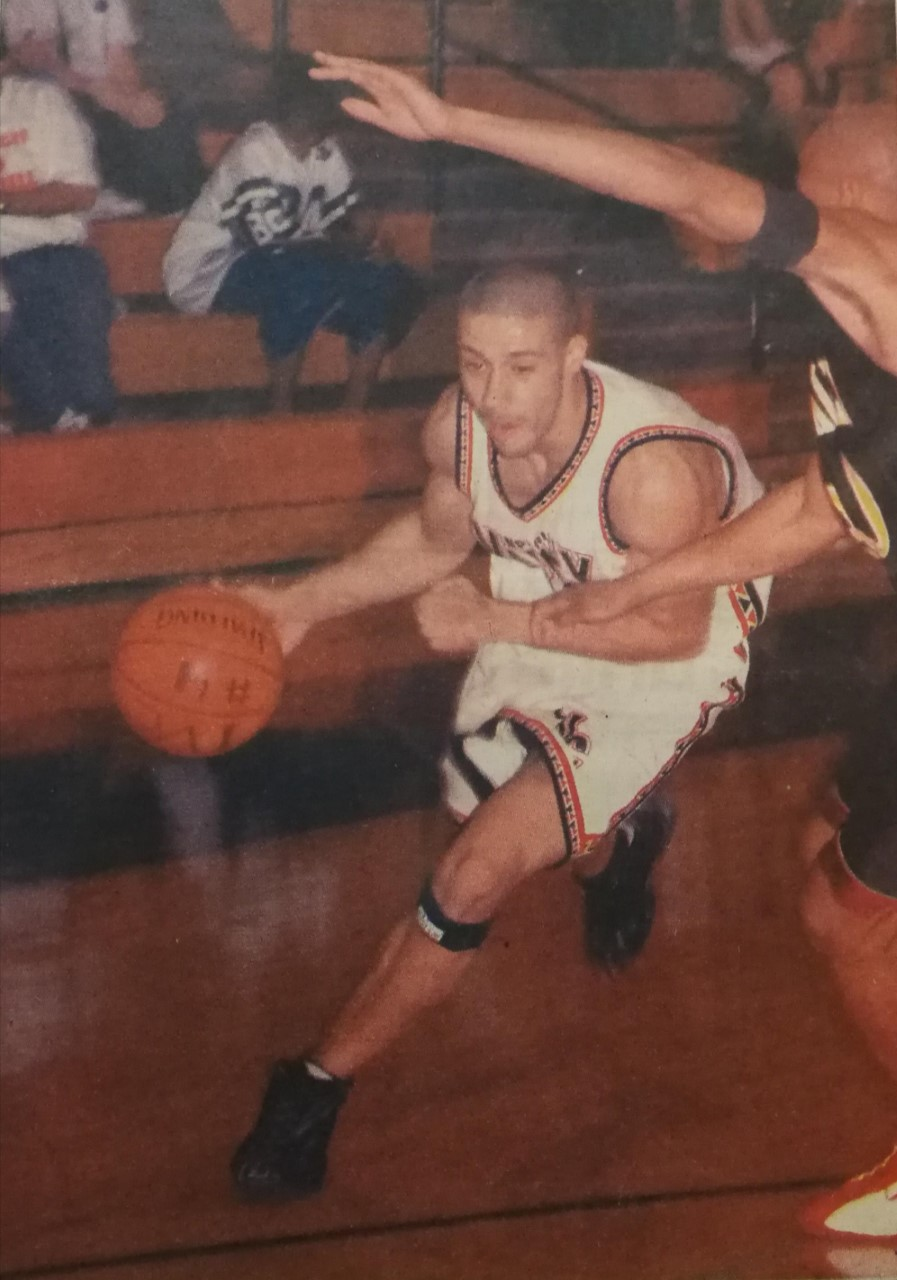

Nabil Mebarki, né le 8 juillet 1979 à Vénissieux dans le Rhône, était un joueur international franco-algérien de basket-ball,,. Il mesure 1,90 m et évoluait au poste d'arrière.

## Clubs successifs
- 1996-1998 : Chorale de Roanne Basket, Loire
- 1998-1999 : CRO Lyon Basket, Rhône
- 1999-2001 : NorthWest College, Wyoming
- 2001-2002 : Imperial Valley College, Californie
- 2002-2003 : Levallois Sporting Club

## Palmarès

### Équipe nationale
- Participation au championnat du monde 2002 ( États-Unis)